# HMS Sveparen (48)
HMS Sveparen (48) tidigare (17), var en minsvepare i svenska flottan av Sökaren-klass. Hon sjösattes 1917 och utrangerades 1964, och var liksom hennes två systerfartyg HMS Sökaren (47) och HMS Sprängaren (49) anskaffades för medel som blivit över efter Pansarbåtsinsamlingen 1912. De omklassificerades 1930 som tendrar.